# Mufflon 5
Mufflon 5 (1992-1996) var ett kritikerrosat svenskt gitarrbaserat indieband från Göteborg som gav ut tre fullängdsalbum på skivbolaget A West Side Fabrication. Bandet bildades 1992 under namnet Happy Everly After och bytte senare namn till Pipelines för att slutligen heta Mufflon 5.
Musiken är tydligt gitarrbaserad med influenser från 90-talets alternativ- och indierock från USA som tydligaste förebild. Band som Sebadoh, Dinosaur Jr och Television kan skönjas i musiken.
1995 spelade bandet in en s.k. Peel Session för brittiska BBC Radio 1.
Bandnamnet kommer från en Tage Danielsson-sketch där fårrasen Mufflon nämns. Siffran 5 lades till för att det skulle låta bättre.

## Medlemmar
- Karl Mogren (sång, gitarr)
- Daniel Mannheimer (trummor)
- Fabian Edmar (gitarr)
- Lars Johansson (basgitarr)

## Diskografi

### Album
- 1993 Boca Juniors
- 1994 6:am Mantra
- 1995 All In Flames

### Singlar
- 1995 Freewheeling
- 1995 Fall La La